# بيل مالوني
بيل مالوني (بالإنجليزية: Bill Maloney)‏ هو شخصية أعمال أمريكي، ولد في 2 أكتوبر 1958 في مورغانتاون في الولايات المتحدة.